# Reina viuda Xuan
La Reina viuda Xuan (338–265 a. C.), fue una reina regente de la antigua China. Pertenecía a la familia real del Reino de Chu y fue una de las concubinas imperiales (no consorte, que eran las esposas principales) del rey Huiwen de Qin. Fue la madre del rey Zhaoxiang de Qin (r. 306–251 a. C.) actuando como su regente cuando él era joven. Fue la primera mujer confirmada que actuó como regente en China y la primera mujer políticamente influyente desde la dama Nanzi.

## Emperatriz viuda
Como reina viuda, mantuvo relaciones ilícitas con el "bárbaro" rey yiqu y tuvo dos hijos con él, pero luego le engañó y lo mató. Después de este golpe, el ejército Qin marchó sobre el territorio de los Yiqu (uno de los pueblos seminómadas y pastoriles de las estepas) por orden de la reina viuda; los Qin aniquilaron a los Yiqu y así se anexionaron la región de Ordos.
La caída de Yiqu creó para Qin una frontera norte segura. Dado que no había más fuerzas hostiles en el norte de Qin, la caída de Yiqu aseguró la expansión exitosa de Qin hacia el oeste.
La reina Xuan fue la gobernante - primero como regente de su joven hijo el rey Zhaoxiang y después como gobernante de facto - de Qin desde 307 a. C. hasta alrededor de 270 a. C. Finalmente perdió su poder debido a un plan de Fan Sui contra ella. Representó los intereses de Qin y protegió y expandió el reino. Sin embargo, rechazó luchar contra su patria natal de Chu cuando el estado de Han, bajo el ataque de Chu, le pidió refuerzos a Qin.

## En la ficción
- Interpretada por Ning Jing en The Qin Empire II: Alliance (2012) y The Qin Empire III (2017)
- Interpretada por Sun Li en The Legend of Mi Yue (2015)